# Трент-Вудс (Північна Кароліна)
Трент-Вудс (англ. Trent Woods) — місто (англ. town) в США, в окрузі Крейвен штату Північна Кароліна. Населення — 4074 особи (2020).

## Географія
Трент-Вудс розташований за координатами 35°4′55″ пн. ш. 77°5′31″ зх. д. / 35.08194° пн. ш. 77.09194° зх. д. (35.082008, -77.091959).  За даними Бюро перепису населення США в 2010 році місто мало площу 8,89 км², з яких 7,64 км² — суходіл та 1,25 км² — водойми.

## Демографія
Згідно з переписом 2010 року, у місті мешкало 4155 осіб у 1722 домогосподарствах у складі 1309 родин. Густота населення становила 467 осіб/км².  Було 1836 помешкань (207/км²).
Расовий склад населення:
| - 96,1 % — білих - 1,9 % — чорних або афроамериканців - 0,6 % — азіатів - 0,2 % — корінних американців |

До двох чи більше рас належало 1,0 %. Частка іспаномовних становила 1,4 % від усіх жителів.
За віковим діапазоном населення розподілялося таким чином: 20,6 % — особи молодші 18 років, 55,3 % — особи у віці 18—64 років, 24,1 % — особи у віці 65 років та старші. Медіана віку мешканця становила 50,2 року. На 100 осіб жіночої статі у місті припадало 88,9 чоловіків;  на 100 жінок у віці від 18 років та старших — 87,1 чоловіків також старших 18 років.
Середній дохід на одне домашнє господарство  становив 98 918 доларів США (медіана — 85 951), а середній дохід на одну сім'ю — 118 411 долар (медіана — 94 015). За межею бідності перебувало 3,1 % осіб, у тому числі 1,7 % дітей у віці до 18 років та 2,5 % осіб у віці 65 років та старших.
Цивільне працевлаштоване населення становило 1989 осіб. Основні галузі зайнятості: освіта, охорона здоров'я та соціальна допомога — 32,6 %, науковці, спеціалісти, менеджери — 15,8 %, роздрібна торгівля — 10,4 %, оптова торгівля — 6,3 %.